# Evan Bush
Evan William Bush (Concord Township, 6 maart 1986) is een Amerikaans betaald voetballer die dienstdoet als doelman. In 2012 trad hij met Montreal Impact toe tot de Major League Soccer.

## Clubcarrière
In 2009 was Bush dicht bij een contract bij Seattle Sounders uit de Major League Soccer. Die kreeg hij uiteindelijk niet aangeboden waarna hij tekende bij de Cleveland City Stars uit de USL First Division. Zijn profdebuut maakte hij op 30 mei 2009 tegen Charleston Battery. Op 18 februari 2010 tekende Bush bij Crystal Palace Baltimore. Daar speelde hij een seizoen. Vervolgens kwam hij op 11 maart 2011 terecht in de North American Soccer League door bij Montreal Impact te tekenen. Op 27 september 2011 ontving Bush de 'Golden Glove Award' van de NASL, een prijs die wordt gegeven aan de doelman met het beste tegendoelpunten ratio. Bush tekende vervolgens een nieuw contract bij Montreal Impact, waarmee hij terechtkwam in de Major League Soccer. In het seizoen van 2014 won Bush een vaste basisplaats ten koste van Troy Perkins.